# 코마이토
코마이토(Comaetho)는 그리스 신화에 나오는 프테렐라오스의 딸이다.포세이돈은 메스토르의 딸 히포토에와의 사이에서 프테렐라오스를 낳았는데, 인간인 아들에게 불멸성을 부여하기 위하여 황금 머리카락을 심어 주었다. 이 머리카락이 남아 있는 한 그가 다스리는 타포스섬은 굳건할 것이고, 그는 죽음을 두려워할 필요가 없었다. 프테렐라오스는 외할아버지 메스토르의 형제인 미케네 왕 엘렉트리온에게 어머니 몫으로 미케네 영토를 나누어 달라고 요구하였다가 싸움이 벌어져 아들 6형제 가운데 5명을 잃었고, 엘렉트리온은 아들 6형제를 모두 잃었다.